# Édouard Guillaud
Édouard Guillaud (Parigi, 10 luglio 1953) è un ammiraglio francese.

## Biografia
Nato a Parigi nel 1953, figlio del giornalista Jean-Louis Guillaud.
Studia al liceo Hector Berlioz di Vincennes e poi all'École Sainte Geneviève di Versailles, poi nel 1973 incomincia gli studi per entrare nella Marine nationale nell'École navale di Lanvéoc e nel 1976 compie il primo viaggio nella marina con la Paimpolaise in Polinesia Francese. 
Per un anno fa servizio a bordo di un sottomarino e poi nel 1979-1980 comanda il dragamine Lobelia, poi ha prestato servizio sulla portaerei Clemenceau e nel 1993 è entrato come ammiraglio in seconda della portaerei Charles de Gaulle e dal 1999 al 2001 è stato comandante della stessa. 
Dal 2006 al 2010 è stato capo di stato maggiore del presidente della repubblica francese, poi nel 2010 è stato nominato capo di stato maggiore delle forze armate francesi e nel 2011 ha comandato le forze militari francesi della Marine nationale durante l'Operazione Harmattan, parte dell'Intervento militare in Libia. 
Inoltre gestisce la sede della Société nationale de sauvetage en mer di Barfleur (Bassa Normandia).